# Kumo no Mukou, Yakusoku no Basho
Kumo no Mukou, Yakusoku no Basho (雲のむこう、約束の場所) é um filme animado japonês, criado por Makoto Shinkai. Mistura ideias relacionadas a universos paralelos, sonhos que se conectam e precognição.

## Enredo
Em um Japão dividido em Norte e Sul após uma longa guerra (como as duas Coreias nos dias de hoje), a ilha conhecida anteriormente como Hokkaido passa a se chamar Ezo e se encontra sob domínio de outro país. Durante a divisão, famílias foram destruídas, amigos foram separados e ambos os lados vivem em constante estado de tensão em função do risco sempre iminente de um novo conflito.
É próximo a esta região turbulenta que vivem os amigos inseparáveis Hiroki Fujisawa e Takuya Shirakawa. Estudantes do ensino médio na cidade de Aomori (norte da ilha de Honshu), Hiroki e Takuya possuem muito em comum mas são particularmente atraídos por duas coisas: a bela colega de classe Sayuri Sawatari, objeto de desejo de ambos, e a misteriosa torre gigante construída ao longo do Estreito Tsugaru, na divisão entre as porções Norte e Sul do Japão. Os dois amigos, fascinados desde cedo por Física e ciências afins, começam a trabalhar em uma fábrica de mísseis teleguiados sob supervisão direta do dono Okabe, o qual, além de fornecer suporte técnico a ambos, ainda lhes vende peças para que possam, com o tempo, montar um pequeno avião chamado Velaciela e visitar a tão almejada torre. Hiroki e Takuya não resistem e contam o plano para a amiga Sayuri, a qual, surpreendentemente, fica encantada com o projeto e demonstra grande interesse em participar da viagem, mesmo sabendo dos riscos envolvidos nesta empreitada. Em um lago próximo à fábrica de mísseis, os três amigos fazem uma promessa de que, um dia, os três visitarão a torre e se encontrarão em algum local além das nuvens.
O tempo passa, a guerra se aproxima, as tensões entre Norte e Sul aumentam. Os sonhos da juventude e a determinação inabalável dos jovens, sempre olhando para o futuro, parecem agora tão distantes. três anos se passaram, e uma realidade completamente diferente se apresenta aos amigos, agora seguindo caminhos separados. O que teria causado esta separação, e de que forma a enigmática torre poderia estar ligada a todos estes contratempos surgidos de uma hora para outra no relacionamento outrora estável vivido por Hiroki, Takuya e Sayuri?

## Personagens
Hiroki Fujisawa
Dublado por: Hidetaka Yoshioka
Takuya Shirakawa
Dublado por: Masato Hagiwara
Sayuri Sawatari
Dublado por: Yūka Nanri
Professor Tomizawa
Dublado por: Kazuhiko Inoue
Maki Kasahara
Dublado por: Risa Mizuno

## Animação
O filme conta com objetos e cenários absurdamente detalhados e o bom gosto na combinação das cores e no uso de luz e sombras, além da preocupação quase insana com os pequenos detalhes de cada cena, como os efeitos do vento nos cabelos e roupas dos personagens ou pequenos relâmpagos que aparecem de forma quase despercebida nas nuvens ao fundo. Chama atenção em especial um cena que mostra Hiroki e Sayuri viajando de trem: o detalhe dos raios de sol deslizando sobre as irregularidades internas do trem são de uma sutileza e beleza igualmente encantadoras, e mostram claramente como cada fotograma foi cuidadosamente planejado e realizado por Makoto Shinkai.

## Músicas
Merece destaque especial a maravilhosa trilha sonora composta por Tenmon, uma compilação instrumental de várias músicas girando em torno de um mesmo tema básico, ora mais centradas no piano, ora mais focadas nos intrumentos de corda. Sem apelar para acordes grandiloqüentes, Tenmon conseguiu criar uma trilha arrebatadora que não serve apenas como fundo para as cenas: possui vida própria e brilha mesmo sem o auxílio das imagens. A música "Kimi no Koe" teve a performance de Ai Kawashima e letra escrita pelo Makoto Shinkai.
The Place Promised In Our Early Days OST
- Todas as canções escritas e compostas por Tenmon (天門).

| N.º            | Título                                                                                                  | Duração |  |
| 1.             | "メインテーマ / Main Theme"                                                                             | 1:30    |  |
| 2.             | "日常 / Nichijou (Daily)"                                                                               | 2:27    |  |
| 3.             | "駅 / Eki (Station)"                                                                                    | 1:35    |  |
| 4.             | "サユリ / Sayuri"                                                                                       | 0:48    |  |
| 5.             | "二人の計画 / Futari no Keikaku (Plan of the Two)"                                                      | 1:46    |  |
| 6.             | "もう一つの夢 / Mou Hitotsu no Yume (One More Dream)"                                                   | 1:09    |  |
| 7.             | "希望と憧れ / Kibou to Akogare (Hope and Aspiration)"                                                   | 2:02    |  |
| 8.             | "遠い約束 / Tooi Yakusoku (Distant Promise)"                                                            | 1:31    |  |
| 9.             | "サユリの旋律 / Sayuri no Senritsu (Sayuri's Melody)"                                                   | 1:57    |  |
| 10.            | "兆候 / Choukou (Omen)"                                                                                 | 1:24    |  |
| 11.            | "無垢 / Muku (Purity)"                                                                                  | 1:09    |  |
| 12.            | "夏の終わり / Natsu no Owari (The End of Summer)"                                                       | 1:09    |  |
| 13.            | "探求 / Tankyuu (Quest)"                                                                                | 1:50    |  |
| 14.            | "世界の見る夢 / Sekai no Miru Yume (Dream of the World)"                                                | 0:35    |  |
| 15.            | "誰もいない場所 / Dare mo Inai Basho (Deserted Place)"                                                  | 0:57    |  |
| 16.            | "孤独 / Kodoku (Solitude)"                                                                              | 3:57    |  |
| 17.            | "襲撃～眠り姫 / Shuugeki ~ Nemuri Hime (Attack ~ Sleeping Princess)"                                    | 1:52    |  |
| 18.            | "ひとときの再会 / Hitotoki no Saikai (A Time of Reunion)"                                               | 5:06    |  |
| 19.            | "永遠の夏 / Eien no Natsu (Eternal Summer)"                                                             | 1:46    |  |
| 20.            | "二人の葛藤 / Futari no Kattou (Conflict of the Two)"                                                   | 1:48    |  |
| 21.            | "サユリの世界 / Sayuri no Sekai (Sayuri's World)"                                                       | 1:00    |  |
| 22.            | "タクヤの決意 / Takuya no Ketsui (Takuya's Determination)"                                              | 2:20    |  |
| 23.            | "ヒロキの旋律 / Hiroki no Senritsu (Hiroki's Melody)"                                                   | 1:14    |  |
| 24.            | "開戦～ヴェラシーラ / Kaisen ~ Velaciela (The Battle Begins ~ Velaciela)"                               | 1:36    |  |
| 25.            | "雲のむこう、約束の場所 / Kumo no Mukou, Yakusoku no Basho (Beyond the Clouds, the Promised Place)"     | 3:59    |  |
| 26.            | "きみのこえ / Kimi no Koe (Your Voice)"                                                                 | 5:39    |  |
| 27.            | "パイロット版「雲のむこう、約束の場所」 / Pilot-ban 'Kumo no Mukou, Yakusoku no Basho'" (Pilot Edition) | 2:47    |  |
| Duração total: | Duração total:                                                                                          | 54:49   |  |